# Dialetto del Nagorno Karabakh

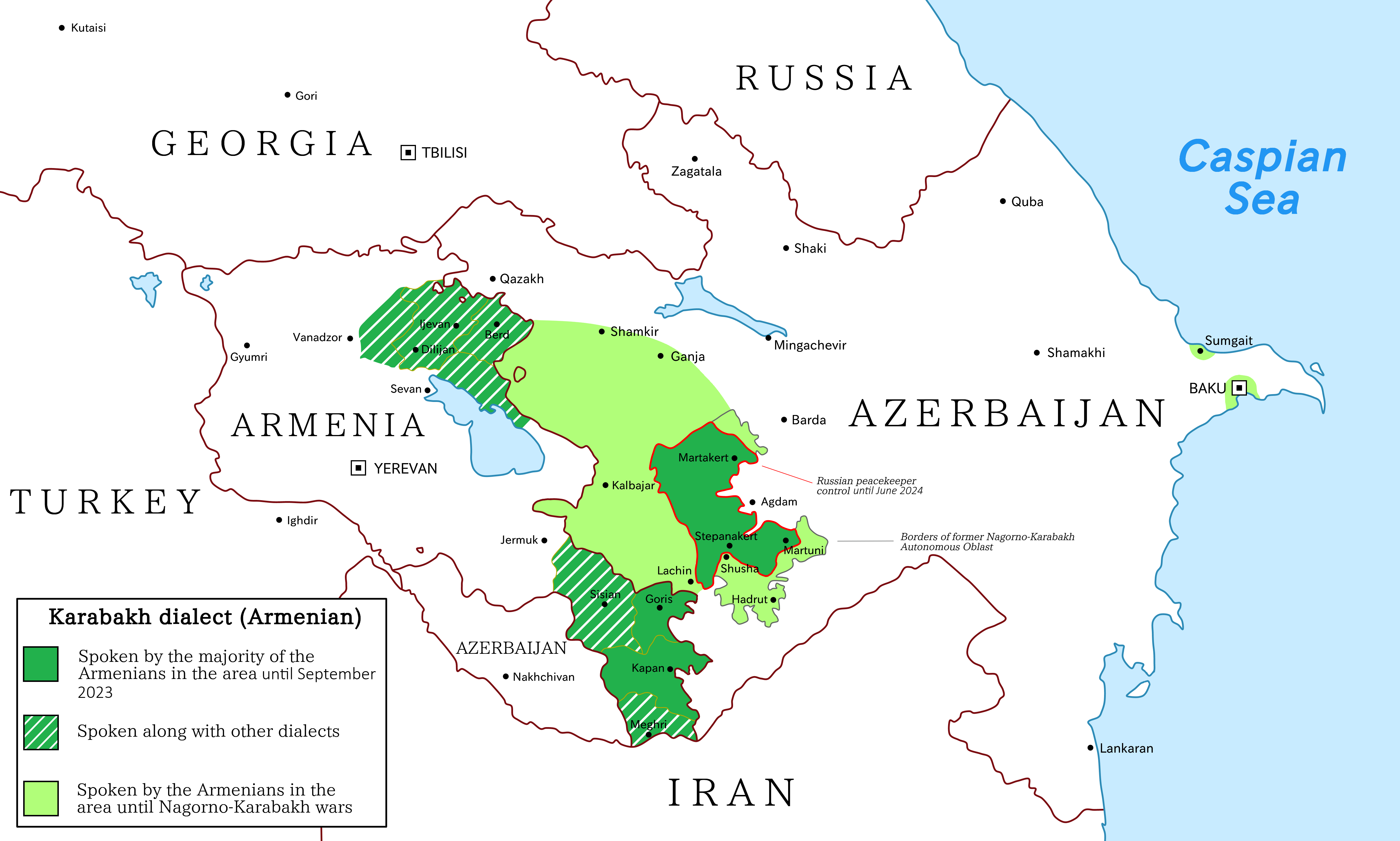
La diffusione del dialetto del Nagorno Karabakh nell'area sud caucasica:
(Al di fuori dell'ex Oblast' autonoma del Nagorno Karabakh, quasi tutte le aree dell'Azerbaigian dove si parlava il dialetto Karabakh, non avevano maggioranza armena)

Il dialetto del Nagorno Karabakh (anche dialetto karabakho o dialetto artsakhiano) è un antico dialetto armeno orientale con una struttura fonetica e sintattica unica; è principalmente parlato nell'Artsakh (fino al 2017 denominato repubblica del Nagorno Karabakh) e parzialmente nelle regioni meridionali e nord orientali dell'Armenia. Il dialetto era parlato dalla maggior parte degli armeni che vivevano nella RSS Azera e in particolare nelle città di Baku e Kirovabad (Ganja, Gandzak) ma, a seguito della prima guerra del Nagorno Karabakh, gli armeni dell'Azerbaigian furono costretti a lasciare le loro case. Oggigiorno la maggior parte di immigrati e rifugiati armeni dall'Azerbaigian vive in Armenia e in Russia dove il dialetto karabakho è talvolta utilizzato.
Gli armeni della regione chiamano il proprio dialetto mer luzoon (մեր լյուզուն), letteralmente la nostra lingua, per differenziarlo dall'armeno parlato in Armenia.

## Origine
L'alfabeto armeno ha origine nel V secolo su iniziativa del monaco Mesrop Mashtots nel Monastero di Amaras che si trova nella ex regione di Martuni della repubblica dell'Artsakh, ora in Azerbaigian.
Etnograficamente e linguisticamente, l'Artsakh si richiamava ai vicini Syunik e Utik. Il dialetto armeno in uso nella regione è uno dei primi a svilupparsi tra i dialetti armeni.
Il grammatico Stephanos Siunetzi per primo lo descrive nel VII secolo.

## Struttura
Con riferimento all'armeno moderno, il dialetto karabakho è uno dei meno intelligibili anche perché sviluppatosi in modo isolato; tale caratteristica deriva dallo stesso isolamento dell'enclave dell'Oblast' autonoma del Nagorno Karabakh, senza contiguità territoriale con altri territori armeni. Inoltre, al contrario di altri dialetti armeni locali, il dialetto del Nagorno Karabakh vanta una propria distinta tradizione letteraria.
Esso è caratterizzato da dieci vocali, tre dittonghi e 33 consonanti. L'accento cade generalmente sulla penultima sillaba a differenza di quanto accade nell'armeno orientale ed occidentale dove l'accento cade generalmente sull'ultima.